# D'un monde à l'autre
D'un monde à l'autre è un film televisivo diretto da Didier Bivel e trasmesso il 3 dicembre 2019 su France 3.

## Trama
La vita di Thomas viene sconvolta dopo che un terribile incidente d'auto lo ha lasciato paraplegico. Dopo mesi di riabilitazione può finalmente tornare a casa dalla sua famiglia e al lavoro. Facendo appello a tutta la sua forza interiore Thomas dovrà accettare che per il resto della sua vita dovrà essere dipendente da qualcuno.

## Trasmissione
Il film televisivo è stato trasmesso su France 3 in occasione della Giornata internazionale delle persone con disabilità il 3 dicembre 2019.

## Accoglienza

### Critica
La rivista belga Moustique lo ha definito "un film tv pieno di speranza".

## Riconoscimenti
- 2019 - Luchon International Film Festival[4]
  - Miglior giovane attore a Jules Houplain
  - Prix du public de la fiction unitaire